# Melanézia

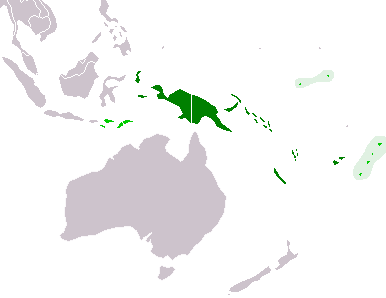
Melanézia Óceániában elfoglalt helye. A régió szokásos területe sötétzölddel, a néha ide sorolt további szigetcsoportok világoszölddel

Melanézia (a görög μέλας, melasz, azaz „fekete” és νήσος, nészosz, azaz „sziget” szavakból) Óceánia egy földrajzi és etnokulturális régiója, amely a Csendes-óceán nyugati részén, Ausztráliától északra terül el. Az elnevezést Jules Dumont d'Urville francia felfedező alkotta meg, hogy a területet elkülönítse a földrajzilag és etnikailag eltérő Polinéziától és Mikronéziától. Ez persze nem jelenti azt, hogy Melanézia egységes lenne nyelvileg vagy kulturálisan. A régió őslakói két fő csoportra oszthatók: ausztronézekre és pápuákra.

## Földrajz
A következő szigeteket és szigetcsoportokat sorolják Melanéziához:
- Maluku-szigetek (Indonézia része)
- Új-Guinea (a nyugati fele Indonézia része, a keleti Pápua Új-Guinea)
- Bismarck-szigetek (Pápua Új-Guinea része)
- Trobriand-szigetek (Pápua Új-Guinea része)
- Torres-szigetek (Ausztrália része)
- Salamon-szigetek
- Vanuatu
- Új-Kaledónia (Franciaország tengerentúli területe)
- Fidzsi-szigetek

Ezen kívül néha Melanéziához számítják az alábbiakat is:
- A Kis-Szunda-szigetekhez tartozó Sumba, Flores és Timor szigetek (Indonézia Kelet Nusa Tenggara tartománya és Kelet-Timor) – többnyire Délkelet-Ázsia részeként szerepelnek
- Nauru és Palau – többnyire Mikronézia részeként szerepelnek
- Tonga és Szamoa – többnyire Polinézia részeként szerepelnek

## Kultúra

### Művészet
Ezeken a szigeten találhatók a térség legszebb műkincsei, valamint itt találhatók a művészeti központok. A maláj és új-guineai hatás, ahol az alkotásokat élők és holtak szoros együttélése ihleti, gazdagította a díszítőművészetet.
Melanézia egyes vidékein még ma is minden háztartási eszközt és szerszámot díszítenek. A mindennapi élet tárgyait, a szertartások eszközeit realisztikusan vagy elvont formákkal díszítik. Gyémántfejben végződő kerek kőbuzogányok, pajzsok, áttetsző, dúsan díszített bárdok jellemzőek.
A fából vagy háncsból készült, élénk színekre festett maszkok különlegességét fokozza a kagylók, állatfogak, haj alkalmazása. Ékszereiken bőven használnak madártollakat, szobraikat kő- vagy kagylópengéjű bárdokkal faragják, az Új-Hebridákon hatalmas dobokat, faedényeket készítenek.
Az agyagművességet napjainkban csak a Fidzsi-szigeteken gyakorolják, de két vagy három évezreden át az Új-Hebridákon is űzték. A Sepik völgyének lakosai olyan plasztikai és festészeti alkotásokat hoztak létre, melyek később a szürrealistákra hatottak.
A fakéregre készült koromrajzok erdei démonokat és más mágikus lényeket ábrázolnak. A totemizmus erősen érvényesült. A melanézek sok tárgya totemként használható. Népszerű ősi figurák voltak az Uli-figurák, a nagy fejű, kis testű, apró lábú alakok. Az indiai kereskedők által behozott indiai szobrok is hatottak a térség művészetére, érezhető még egy bizonyos kínai befolyás is.